# Giovanni Giacomo Grimaldi

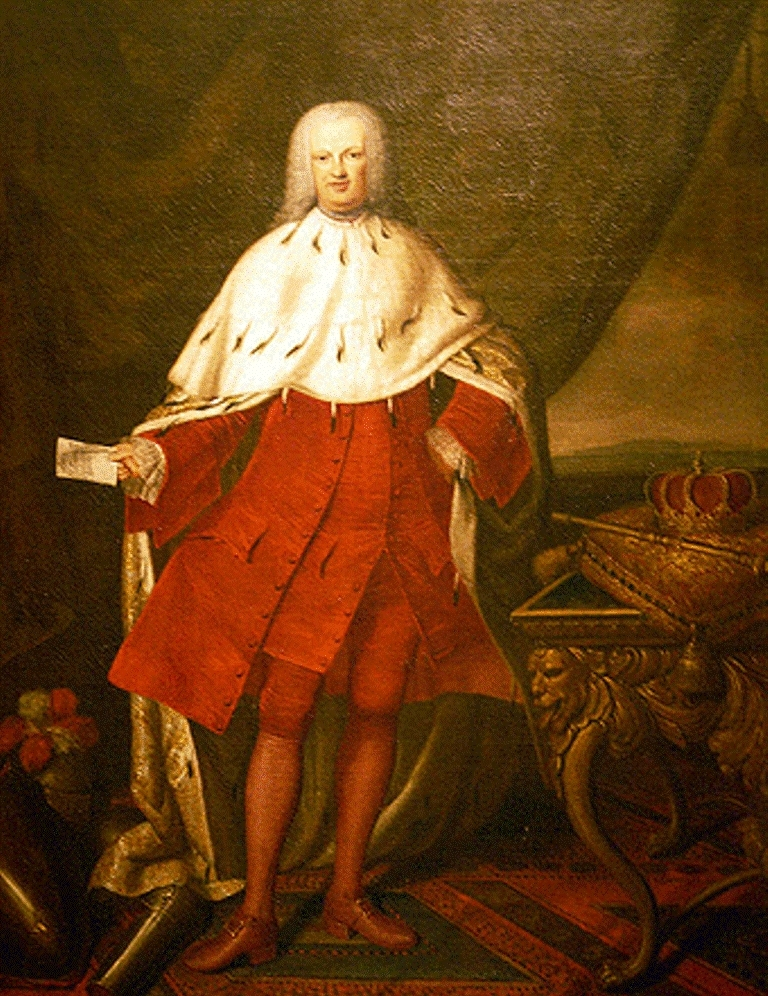
Giovanni Giacomo Grimaldi, met de kroon van doge van Genua

Giovanni Giacomo Grimaldi (Genua, 1705 – Padova, 1777) was commissaris-generaal op Corsica (1751-1754) in dienst van de republiek Genua, totdat Corsica zich afscheurde in 1755 (Corsicaanse republiek). Grimaldi was doge van de republiek Genua (1756-1758).

## Levensloop
Grimaldi was een telg uit het adellijk geslacht Grimaldi, een van de adellijke families in Genua. Hij bekwaamde zich in oorlogsvoering door te verblijven aan het keizerlijk hof in Wenen en het Dogepaleis van Venetië. Van 1751 tot 1754 was hij Genuees commissaris-generaal op Corsica. Zijn taak bestond erin Corsicaanse opstandelingen tegen Genua te arresteren.
In 1755 lukte het de Corsicanen om zich af te scheuren van Genua; ze riepen de Corsicaanse Republiek uit. Genua bezat enkel nog forten aan de kust, zoals Bastia in het zuiden en Calvi en Bonifacio in het noorden. Van 1755 tot 1756 verbleef Grimaldi voor een tweede keer op Corsica, ditmaal als commandant van de forten die in handen waren van Genua. Omwille van zijn militaire ervaring werd hij tot doge van Genua verkozen voor de ambtsperiode 1756-1758. Nadien zetelde hij in de senaat van Genua.
Senator Grimaldi keerde een derde keer terug naar Corsica, ditmaal als buitengewoon commissaris (1759). Grimaldi bevocht de Corsicanen opnieuw. Hij wou de stad Furiani veroveren op de Corsicaanse Republiek; hiertoe kocht hij huurlingen in. De verovering van Furiani mislukte. De Corsicaanse rebellenleider Pasquale Paoli had immers verdedigingswerken in Furiani uitgevoerd. Nadat Grimaldi zich had verdedigd voor de Krijgsraad van Genua, trok hij zich terug uit al zijn ambten. Grimaldi verhuisde naar de Republiek Venetië. Hij stierf in Padova in 1777.